# Isothecium nervosum
Isothecium nervosum là một loài Rêu trong họ Brachytheciaceae. Loài này được (Kiaer ex Renauld) W.R. Buck mô tả khoa học đầu tiên năm 1985.